# رستمدار

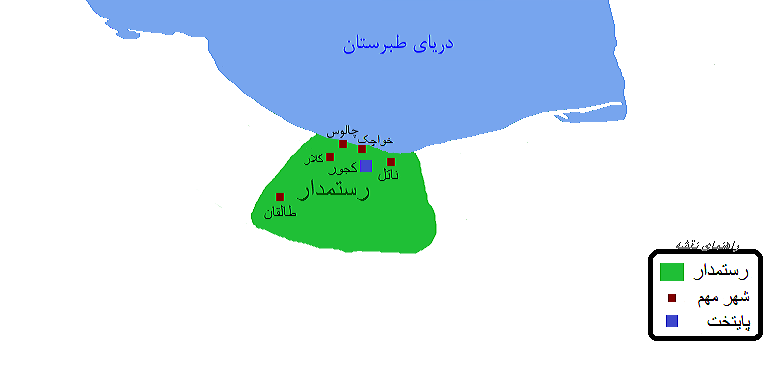
سرزمین رستمدار قرن هفتم تا عصر صفوی شامل کجور (نور و نوشهر)، کلارستاق (چالوس، مرزن آباد و کلاردشت)، طالقان

رستمدار نامی است که از دوره مغول تا عصر صفویه به ناحیه رویان بخشی از خاک تاتستان یا باصطلاح طبرستان (بعدها محال ثلاث: تنکابن، کلارستاق، کجور)  که از مازندران و تا  کابلکشیده شده داده شده‌است. این منطقه تحت فرمان فرمانروایان خرده‌پایی با عنوان استَندار(یکی از قدرتمند ترین استَندار که در رستمدار حکومت میکرد ملک کیومرث یکم که در کجور خاچک دفن شده) بوده که از هر دو ولایت حاشیه خزر مستقل بودند. در کتاب حدود العالم من المشرق الی المغرب که به سال ۳۷۲   قمری تالیف شده است چنین آمده که قسمتی از طبرستان سلطانی جداگانه به نام «استندار» داشت و شهر های ناتل و چالوس و روذان(رویان) و کلار جزء این  قسمت بود. سابقا طبرستان شامل گرگان، استرآباد، مازندران و رستمدار می‌شد یعنی سرتاسر ناحیه‌ای که بین دینار جاری در مشرق و ملاط لنگرود (واقع در گیلان) در مغرب بود را شامل می‌گشت. سرحدات قدیمی رستمدار عبارت بود از: سیسنگان یا رودخانه مانهیر در مشرق و ملاط لنگرود در مغرب. مدتی بعد این سرحدات تغییر شکل یافتند و می‌توان گفت که رستمدار ناحیه‌ای را که از آمل تا گیلان ادامه می‌یافت شامل می‌شد. رویان نام اراضی مسطح بود ولی همچنین به سرتاسر رستمدار نیز گفته می‌شد. کوهستان رویان را به اعتبار  فرمانروایان پادوسبانی آن که در آغاز اسپهبد و بعدا «استندار» نامیده می شدند، «ناحیه استندار» می گفتند.. از قرن هفتم به بعد در کتاب های جغرافیا و تاریخ از رویان به نام «رستمدار» یاد شده که شکل منحرف شده استندار است و حدود خاک آن را در دشت و زمین های هموار تا نمکاوه رود پیش برده اند. پادوسبانیان که بزرگان دیلم و حکام گیلان بیشتر اوقات از آنان پیروی می کردند، در آغاز لقب اسپهبد داشتند. گرچه لب دریا و دشت رویان را گاهی امرای عرب و داعیان علوی و امرای خراسان می گرفتند، اما نواحی کوهستانی تا حدود دیلمستان را پیوسته در تصرف داشتند و بدینجهت آنها را «استندار» نیز خوانده اند که بمعنی فرمانروای کوهستان است چه استان به زبان طبری کوه را گویند. بعد ها به ابتدای تام خود عنوان «ملک» را می افزودند.
از قرن هفتم تا دوره صفویه منطقهٔ رویان عمدتاً با نام رویان یا رستمدار شناخته می‌شد و در این دوره مرزهای ولایت رستمدار شامل مناطق کجور، نور، کلارستاق، طالقان، لاریجان، لواسانات، شمیرانات و مناطق پشت کوه البرز مرکزی می‌شد. به‌نقل از ظهیرالدین مرعشی، حدود رستمدار از سی‌سنگان تا نمکاوه‌رود بوده‌است.

## رویان

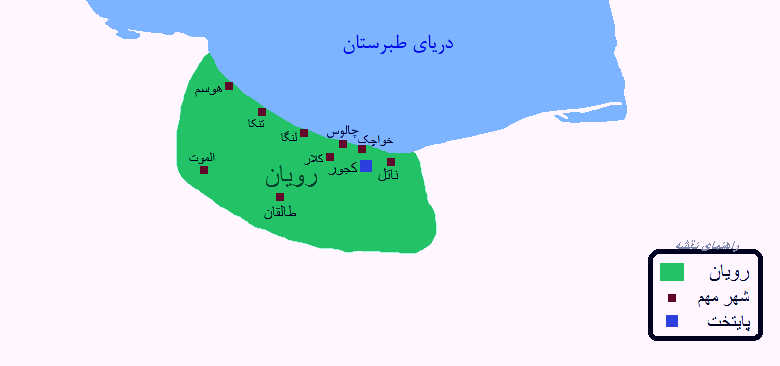
سرزمین رویان باستان شامل کجور (نور و نوشهر)، کلارستاق (چالوس، مرزن‌آباد و کلاردشت)، لنگا (عباس‌آباد و شرق نشتارود)، تنکا (غرب نشتارود، تنکابن و رامسر)، هوسم (رودسر و رحیم‌آباد)

رویان نام ناحیه‌ای وسیع در غرب طبرستان بود که از غرب با دیلمستان و از شرق با آمل همسایه بود و نواحی کجور (نور و نوشهر)، کلارستاق (چالوس و کلاردشت)، لنگا (عباس‌آباد و شرق نشتارود)، تنکا (تنکابن و رامسر) و هوسم (رودسر و رحیم‌آباد) جزئی از رویان است. رویان از شهرهای قدیم و تاریخی و بومی خطه طبرستان بوده‌است. بطوریکه بزرگترین شهر طبرستان در دشت آمل و بزرگترین شهر طبرستان در کوهستان رویان بوده‌ است. رویان در اوایل قرن هفتم با عنوان استندار یا استنداران و سپس رستمدار خوانده شده ‌است؛ که حدود رستمدار کاملاً قابل انطباق با حدود خاک رویان بوده و شهر قدیم کجور (به فاصله سه کیلومتری از شهر جدید کجور و در دامن کوه) از شهرهای معظم آن بوده‌است. یاقوت حموی، رویان را کرسی منطقه کوهستانی طبرستان و آمل را کرسی منطقه جلگه ای و اراضی پست ساحلی یاد کرده و قید نموده که در رویان ساختمان‌های خوب و باغستان‌های پر میوه وجود داشته و نزدیک رویان (یا کلار) شهر سعید آباد واقع است. عبدالمومن که کتاب مراسد الاطلاع خود را در سال ۷۰۰ قمری می نوشت پس از ضبط اعراب کلمه می نویسد این نام بر شهر و کوره وسیعی از خاک طبرستان گفته می‌شود. این شهر بزرگترین شهر کوهستانی طبرستان است و حدود خاک آن به کوه های ری می رسد. همچنین از آمل تا رویان دوازده فرسخ و از دیلمستان تا رویان نیز دوازده فرسخ بوده‌است.

## محال ثلاث نور
محال ثلاث نور منطقه ای در غرب مازندران متشکل از سه منطقهٔ نور، کجور و کلارستاق بوده که پس از انقراض سلسلهٔ پادوسبان در منطقهٔ رویان و رستمدار شکل گرفت که از آن به عنوان ولایت نور یا محال ثلاث نور یاد می‌شده‌است. در عصر صفوی منطقه کلارستاق و کجور از توابع نور به حساب می‌آمدند و این مسئله تا اواخر عصر صفوی پایدار ماند. در این دوره حکامی از منطقه یوش نور همچون عباسعلی بیک ویلک یوشی نوری بر محال ثلاث نور، کجور و کلارستاق حاکم بودند. در دوران سلطان حسین صفوی، کیا نعیم بیک میار از خاندان کلارستاق که از نوادگان ملک کیومرث رستمدار بود حکمران محال کجور، کلارستاق، کلاردشت و مضافات گردید. در عصر زندیه محمد خان دادوئی از خاندان سوادکوه حاکم مازندران و محال ثلاث نور، کجور و کلارستاق گشت.
حمدالله مستوفی نوشته‌است : «رستمدار ولایتی است قریب به سیصد پاره ده که از توابع آن است و هوایش به گرمی مایل است و بیشتر ولایات را آبش از شاهرود شهر است.